# HMAS Albatross (1928)
Pour les articles homonymes, voir Albatross (homonymie).
Ne doit pas être confondu avec HMAS Albatross.
Pour les autres navires du même nom, voir HMS Albatross.
Le HMAS Albatross (plus tard HMS Albatross) est un transport d'hydravions construit pour la Royal Australian Navy pendant l'entre-deux-guerres. Il fut ensuite transféré dans la Royal Navy et utilisé comme navire de réparation.

## Conception et construction
En 1925, le Gouverneur général Lord Stonehaven, annonça la construction d'un porte-hydravions, à la grande surprise de la RAN et de la RAAF. La décision d'acquérir un porte-hydravions était motivée par la nécessité de fournir du travail pendant le fort taux de chômage des années 1920 et par la prise de conscience du fait qu'un porte-avions conventionnel nécessite un savoir-faire dont ne disposait pas la marine australienne. L’Australian Commonwealth Naval Board demanda à l’Amirauté britannique de fournir un modèle de base pour un transport d'hydravions, à condition que le navire atteigne une vitesse maximale de 20 nœuds (37 km/h) et que le coût ne dépasse pas 400 000 livres s'il est construit par un chantier naval britannique.

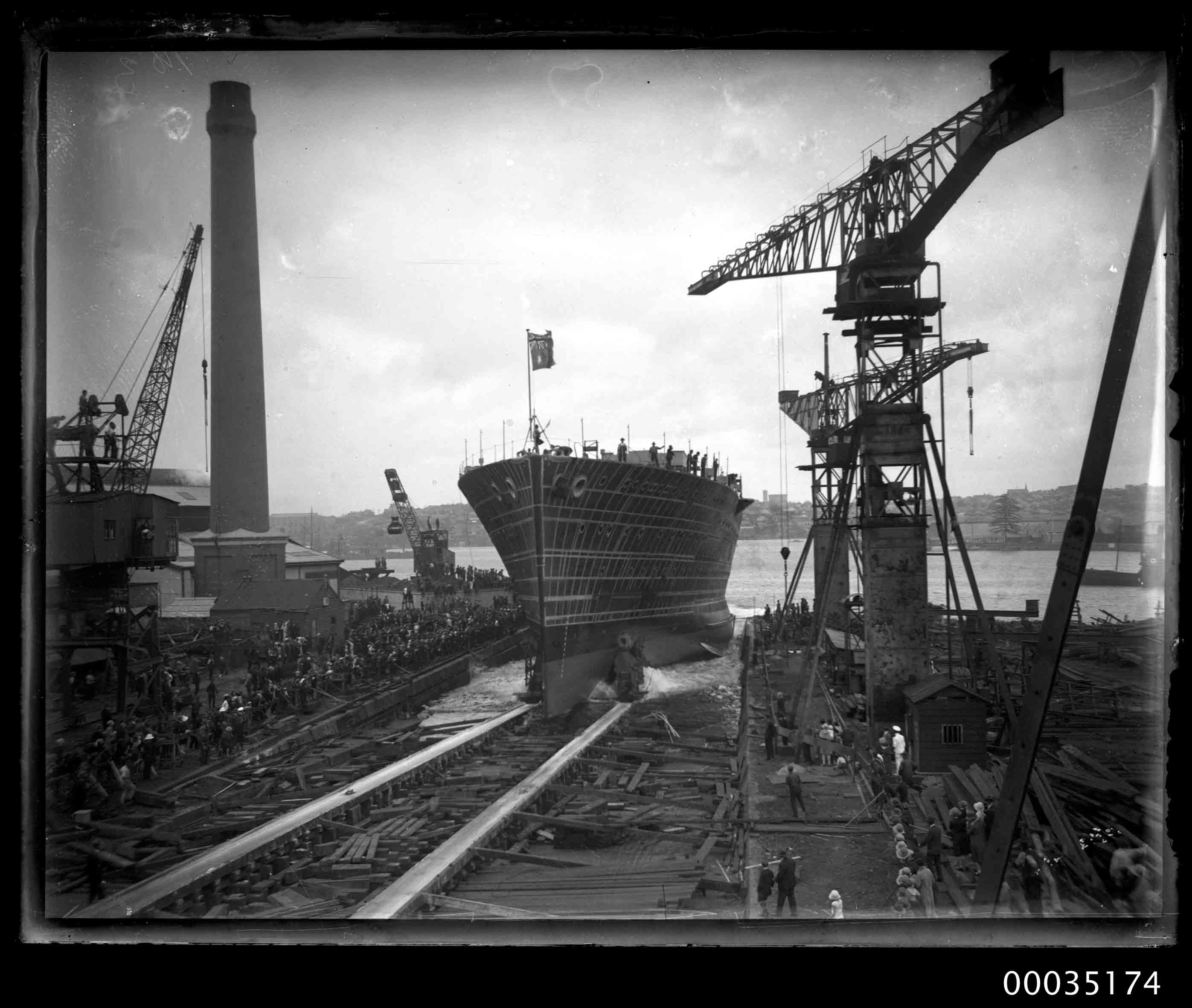
Lancement de lAlbatross en 1926.

Le navire avait une longueur hors-tout de 135,20 mètres, un faisceau de 18 mètres en profondeur moulée et 23,70 mètres en sponson. Ayant un tirant d'eau de 5,169 mètres en 1930 et 5,26 mètres en 1936, le navire déplaçait 4 800 tonnes en charge nominale. Il était propulsé par deux turbines à vapeur à engrenages Parsons, alimentées par un système de quatre chaudières à tubes d'eau Yarrow. Les turbines entraînaient deux arbres d'hélices à trois pales. Sa puissance était de 12 000 chevaux-vapeur (8 900 kW) produisant une vitesse de pointe de 22 nœuds (41 km/h) pour une autonomie de 4 280 milles marins (7 900 km), et 7 900 milles marins (14 600 km) à 10 nœuds (19 km/h). Son armement principal comprenait 4 canons de 4,7 pouces QF Mark VIII (en), 2 canons de deux livres, 4 canons de 3 pouces QF Hotchkiss. Son armement secondaire comprenait 4 mitrailleuses Vickers et 20 mitrailleuses Lewis de 0,303 pouces (dix affûts simples et cinq affûts doubles).
Son équipage était composé de 29 officiers de la RAN, de 375 marins de la RAN, de 8 officiers de la RAAF et de 38 soldats de la RAAF.
La conception du navire à partir du croquis de l'Amirauté était basée sur l'hydravion Fairey IIID utilisé pour le compte de la RAN par le No. 101 Flight de la RAAF,. L'Albatross pouvait transporter jusqu'à neuf avions - six actifs et trois en réserve - dans trois hangars internes ; leur incorporation à l'intérieur de la coque entraînait un franc-bord inhabituellement élevé dans la moitié avant du navire, obligeant les concepteurs à placer les machines de propulsion, les logements et le pont dans la moitié arrière du navire,. Trois grues de récupération sont utilisées pour manipuler l'avion. Les Faireys sont retirés du service peu de temps avant l'entrée en service du navire et sont remplacés par le Supermarine Seagull Mark III (en). Les Mark III n'étaient pas adaptés aux opérations à bord de l'Albatross, notamment parce que les avions n'étaient pas assez solides pour résister aux lancements des catapultes. Les spécifications pour un nouveau modèle d'aéronef ont été définies pour la RAN et la RAAF : la Supermarine a conçu le Seagull Mark V (appelé plus tard Walrus) spécifiquement pour l'Albatross, bien que le modèle ait ensuite été adopté par la Royal Navy. L'Albatross a été retiré du service en 1933, deux mois avant l'entrée en service du Mark V, bien que l'aéronef ait été utilisé depuis le navire alors qu'il était au mouillage. En outre, les nouveaux Seagulls étaient trop hauts pour être manœuvrés à l'intérieur des hangars, bien que le problème ait été résolu en plaçant l'avion avec le train d'atterrissage rentré sur des chariots spécialement conçus.
Ce véritable gâchis financier (l'Albatross a coûté 2 millions de livres alors que l'installation d'installations d'hydravions à bord des croiseurs n'aurait coûté que 40 000 livres) ne s'explique que pour des raisons politiques : faire oublier la commande de deux croiseurs, l'Australia et le Canberra à l'Angleterre.

## Historique
Mis sur cale par le chantier naval de l'île Cockatoo le 5 mai 1926, il est lancé par l'épouse du gouverneur général australien, le baron Stonehaven d'Ury le 23 février 1928 et mis en service le 23 janvier 1929.
En théorie sa mission est d'assurer, avec ses hydravions Seagull III, l’éclairage des croiseurs, mais il est totalement inadapté à cette mission. En effet ce navire qui file à peine 22 nœuds (41 km/h), alors que les croiseurs peuvent naviguer jusqu'à 34 nœuds (63 km/h), ne dispose pas de la catapulte initialement prévue et doit ralentir à 3 nœuds (6 km/h) pour la mise à l'eau et la récupération de ces hydravions.

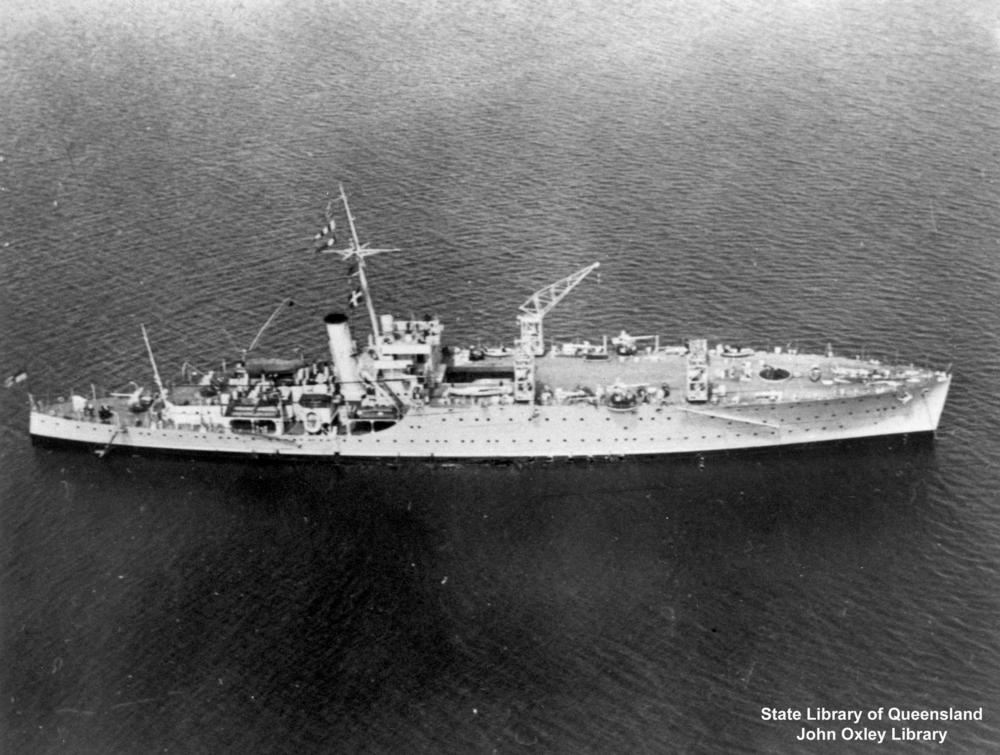
LAlbatross vers 1938.

Retiré du service en avril 1933, l'Albatross est cédé à la Royal Navy en paiement d'un autre croiseur, le Hobart en 1938. Bien que n'ayant au début aucune utilité pour les Britanniques, le navire trouva un créneau après le naufrage de deux porte-avions coulés par les Allemands au début de la Seconde Guerre mondiale. Initialement basé à Freetown, en Sierra Leone, l'Albatross effectua des tâches d'escorte de convois et de patrouilles dans l'Atlantique sud, avant d'être transféré dans l'océan Indien au milieu de 1942.
De la fin de 1943 au début de 1944, le navire est converti en « navire de débarquement (ingénierie) », destiné à soutenir le débarquement en Normandie. Il est utilisé pour réparer des péniches de débarquement et autres navires de soutien au large des plages Sword et Juno. L'Albatross est torpillé au large de Courseulles-sur-Mer en octobre 1944 (66 morts), puis est remorqué en Angleterre et réparé. Une fois les réparations terminées au début de 1945, il servit de dépôt de dragueurs de mines, mais fut désarmé le 3 août 1945.
Il est vendu à une société britannique le 19 août 1946 pour un usage commercial,. Le plan était à l'origine de le convertir en paquebot de luxe, mais en raison du coût prohibitif d'une pareille rénovation, il a été proposé de le renommer Pride of Torquay pour être utilisé comme cabaret flottant à Torquay. Il est cependant racheté le 14 novembre 1948 par le groupe anglo-grec Yannoulatos et renommé Hellenic Prince. Le navire est converti en navire à passagers à Barry, au pays de Galles.

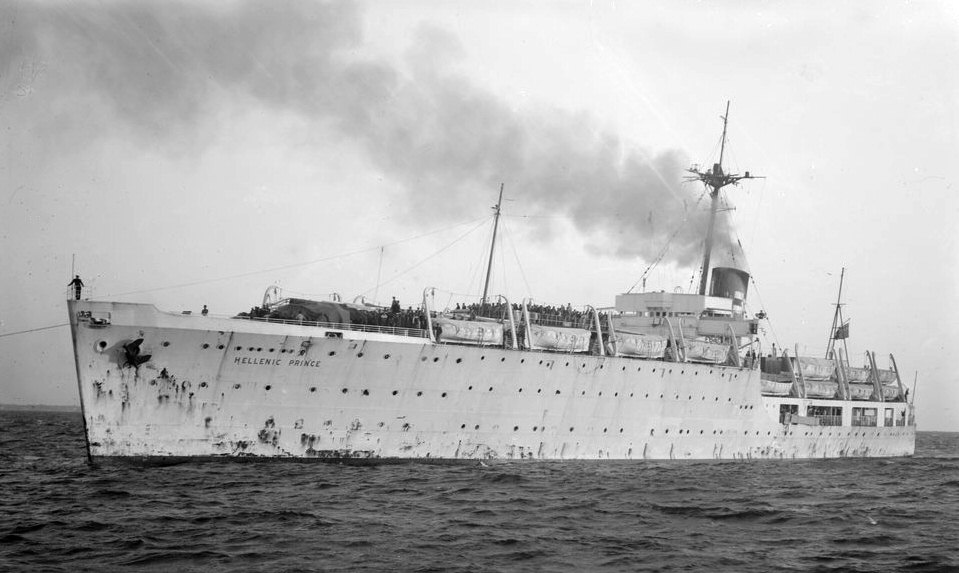
Le Hellenic Prince photographié entre 1949 et 1951.

En 1949, il est affrété par l'Organisation internationale pour les réfugiés en tant que transport de réfugiés pour relocaliser des personnes déplacées d'Europe en Australie. Le 5 décembre 1949, le Hellenic Prince arrive dans le port de Sydney avec 1 000 passagers.
En 1953, il est utilisé temporairement comme navire de guerre lors du soulèvement des Mau Mau, avant d'être démoli à Hong Kong le 12 août 1954.